# مرکز (شهرستان قدم‌جای)
مرکز (به لاتین: Markaz) یک روستا در قرقیزستان است که در شهرستان قدم‌جای واقع شده‌است. مرکز ۷٬۸۶۰ نفر جمعیت دارد.